# Kenizé Mourad
Kenizé Mourad (Parigi, 11 novembre 1939) è una giornalista e scrittrice francese di origine turco-indiana.
Nata Kenizé de Kotwara, è la figlia di una principessa  ottomana, Selma Hanımsultan, (Nata ad Istanbul nel 1916 e morta a Parigi nel 1942) e del Raja Syed Sajid Husain Alì di Kotwara in India. 
Sua madre Selma era figlia di Hatice Sultan e nipote del sultano ottomano Murad V. Con la fine dell'impero ottomano e l'esilio della Dinastia Osmanita, Selma e sua madre fuggirono in Libano dove a causa della povertà fu forzata ad un matrimonio combinato con un principe indiano. Trasferitasi a Parigi per dare alla luce la figlia Kenizé, morì di setticemia in seguito a peritonite in tragiche circostanze, lasciando la figlia, della cui nascita aveva tenuto tutti all'oscuro, tanto che la famiglia paterna credeva fosse nata morta, alle cure di un servo fedele che l'aveva accompagnata in Francia dall'India. La bambina troverà rifugio nella sede del consolato svizzero e verrà cresciuta da un diplomatico svizzero, che la fece educare in un convento di religiose cattoliche, apprendendo solo da adulta la verità sulle sue origini principesche e la storia della madre.
La vita della madre diverrà materia del suo primo romanzo dal titolo Da parte della Principessa morta pubblicato in Francia nel 1987 (titolo originale De la part de la princesse morte), divenuto subito un best seller mondiale pubblicato in oltre venti lingue, compreso il Turco. In Turchia il libro conobbe un successo particolare, narrando per la prima volta la fine dell'Impero vista dagli occhi di un membro della famiglia imperiale: solo le parti del romanzo in cui la figura di Kemal Ataturk veniva dipinta in maniera non lusinghiera non vennero tradotte. 
La scrittrice ha pubblicato nel 1998 un nuovo romanzo che si configura come il seguito della storia della sua famiglia, dal titolo Il giardino di Badalpur, e che narra la vicenda del ricongiungimento dell'autrice col lato indiano della sua famiglia. La scrittrice è ritornata a vivere oggi nella terra dei suoi avi, la Turchia, e risiede a Istanbul nella sua casa sul Bosforo.